# Herminia subnubila
Squamipalpis subnubila là một loài bướm đêm trong họ Noctuidae.